# Bucy-lès-Pierrepont
Bucy-lès-Pierrepont – miejscowość i gmina we Francji, w regionie Hauts-de-France, w departamencie Aisne.
Według danych na styczeń 2014 roku gminę zamieszkiwały 424 osoby, a gęstość zaludnienia wynosiła 29,4 osób/km².